# Tajuria kühni
Tajuria kühni är en fjärilsart. Tajuria kühni ingår i släktet Tajuria och familjen juvelvingar. Inga underarter finns listade i Catalogue of Life.